# Frederick Norman Chambers Rossiter
Frederick Norman Chambers Rossiter, britanski general, * 1888, † 1957.